# Альтбах, Филип
Филип Дж. Альтбах (англ. Philip G. Altbach) — американский ученый и профессор Бостонского колледжа Бостонский колледж, а также учредитель Центра по изучению международного высшего образования при Бостонском колледже.

## Ранний период жизни
Филип Дж. Альтбах родился в Чикаго в 1941 году и получил образование в Чикагском университете (степень бакалавра в 1962 году, степень магистра в 1963 году и степень PhD — в 1966-м).

## Карьера
Филип Дж. Альтбах был преподавателем в области наук об образовании и постдоком в Гарвардском университете (1965—1967), занимал различные должности в Университете Висконсин-Мэдисон (1967—1975) и Государственном университете Нью-Йорка в г. Буффало (SUNY). В 1994 году Альтбах перешёл в Бостонский колледж, основал Центр по изучению международного высшего образования и вскоре получил должность профессора высшего образования Дж. Дональда Монана (J. Donald Monan SJ (Ордена иезуитов)) в Бостонском колледже, которую занимал до выхода на пенсию в 2015 году.
Альтбах также являлся приглашенным сотрудником в Центре исследований в области высшего образования в Калифорнийском университете, Беркли (1981), приглашенным профессором на педагогическом факультете и приглашенным старшим научным сотрудником в Институте Гувера в Стэнфордском университете (1988—1989), старшим научным сотрудником Фонда Карнеги по улучшению преподавания (1992—1996), Фулбрайтовским профессором на кафедре социологии Университета Бомбея, Индия (1968), а также в Сингапуре и Малайзии (1983). В 2006—2007 годах также по Программе Фулбрайта Альтбах занимал должность приглашенного профессора в двух университетах Китая — Пекинском университете и Университете науки и технологии Хуачжун.
Альтбах является редактором журнала «Международное высшее образование»  (с 1995 года по настоящее время) и ответственным редактором «Американского журнала исследований в области образования» (с 2008 года). Выступал в качестве редактора «Сравнительного обзора в сфере образования» (1978—1988), «Обзора высшего образования» (1996—2004), североамериканского редактора «Высшего образования» (1976—1992), был первым редактором «Образовательной политики» (1985—2004).
Альтбах — автор или редактор более чем 50 книг по темам высшего образования и студенческого активизма. Вклад Альтбаха в область международного образования получил широкое признание, особенно в отношении таких тем, как профессия преподавателя высшего учебного заведения, интернационализация высшего образования, академическая мобильность и связь научных исследований с практикой.
Кроме того, он считается одним из выдающихся ученых в области студенческой политики и активизма XX века. За свои достижения в науке Альтбах получил награды от Японского общества развития науки (Japan Society for the Promotion of Science), Немецкой службы академических обменов (DAAD), государственные награды некоторых стран. Филип Альтбах является почетным профессором Пекинского университета в Китае и НИУ ВШЭ в России .